# Alternanthera cana
Alternanthera cana là loài thực vật có hoa thuộc họ Dền. Loài này được Suess. mô tả khoa học đầu tiên năm 1935.